# Nuraghe Rumanedda
Il nuraghe Rumanedda si trova nel territorio di Sassari, presso la frazione di Tottubella, è un nuraghe monotorre e rappresenta un raro, se non unico, concentrato di tante soluzioni architettoniche nuragiche sia diffuse che originali.

## Storia
Il nuraghe, già censito nella "Carta Nuragografica della Nurra" di Filippo Nissardi del 1901 venne segnalato nel 1922 soprattutto per la presenza di un pozzo sotterraneo all'interno della costruzione e quindi presentato dal Basoli nel catalogo della mostra “Sassari, le origini” del 1989.
Fu rilevato e studiato da Paolo Melis che nel 1992 lo pubblicò nel Nuovo Bullettino Archeologico Sardo. Attualmente il nuraghe fa parte del progetto di valorizzazione di siti e monumenti denominato "Triangolo della Nurra" curato dalla Soprintendenza Archeologica di Sassari e Nuoro.

## Descrizione

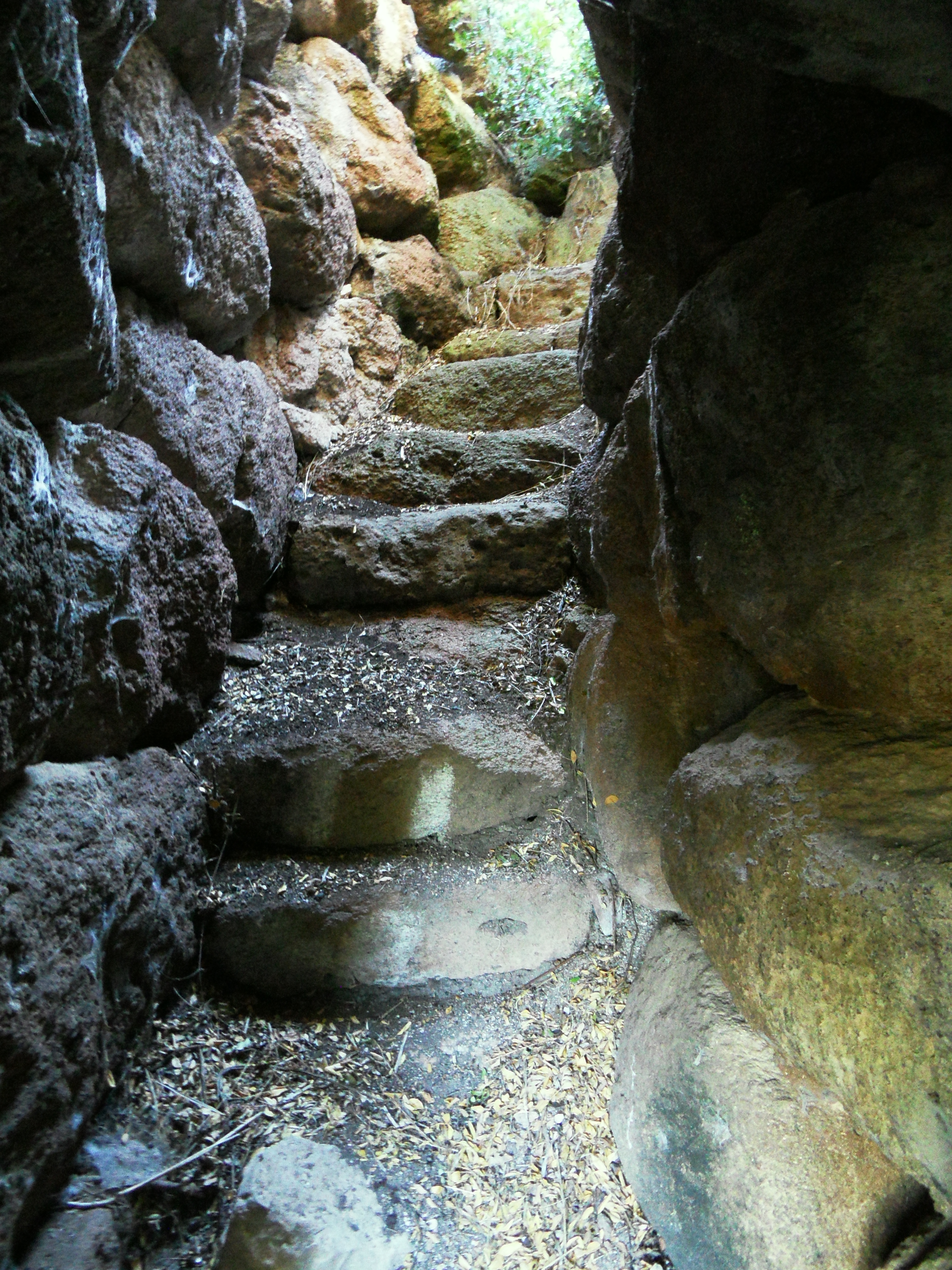
Scala elicoidale del nuraghe Rumanedda

Il nuraghe è del tipo monotorre a tholos, è costruito da pietre trachitiche appena sbozzate e ha una base circolare dal diametro esterno di 12 metri, altezza residua di circa 6 metri e inclinazione delle murature da 7 a 11 gradi.
L'ingresso, orientato a sudest come nella maggior parte dei nuraghi è sormontato da un architrave costituito da due blocchi separati ed immette nell'andito, coperto da lastre trasversali.
Nella parete destra dell'andito si apre una nicchia, tipica della quasi totalità di queste costruzioni (la cosiddetta "nicchia d'andito" o "garetta di guardia"), ingombra di pietrame che, unico caso finora scoperto, presenta una scala d'accesso per una camera ipogeica, situata sotto il nuraghe, dove doveva trovarsi un pozzo per l'acqua. La camera fu riempita di pietre dagli abitanti di Tottubella per motivi di sicurezza.
A sinistra dell'andito si diparte la scala elicoidale, coperta ad ogiva, ancora agibile, che porta alla sommità dell'edificio. Da questo terrazzo un'altra scala (detta "scala accessoria") conduce, scendendo nella massa muraria, ad un ambiente ricavato sopra l'andito, che alcuni definiscono "mezzanino", illuminato in origine da una feritoia e collegato all'andito da una botola.
In fondo all'andito, una porta architravata immette nella camera centrale, con planimetria del tipo più evoluto, con tre nicchie e altre cellette minori ricavate nel muro. Le nicchie e l'ingresso della camera presentano delle "finestrelle di scarico" molto ampie (non la nicchia di destra), che forse fungevano da sede per travi che reggevano un soppalco in legno.
Non vi erano probabilmente camere superiori, mentre, direttamente nel terrazzo è ricavato un ampio silos.